# In viaggio (Krikka Reggae)
 In viaggio  è il quarto album del gruppo lucano Krikka Reggae.
In questo disco, la band passa in rassegna le molteplici sfumature della musica giamaicana, dal lato più classico a quello dancehall, toccando anche i territori del rap e dell'elettronica, tenendo costante l'attenzione verso la realtà che ci circonda, e la capacità di raccontarla con un linguaggio semplice e comprensibile. Esemplare il primo singolo estratto dall'album, Crisi, un grande reggae sulla crisi economica che ci attanaglia, sulle sue cause (che non sono l'Europa o l'euro), su chi l'ha creata e chi invece, incolpevole, ne paga le conseguenze, in cui la Krikka Reggae si fa spalleggiare dalla solita lucida rabbia di Luca O' Zulù, voce dei 99 Posse. Allo sguardo al presente di Crisi, si accompagna l'attenzione alla storia del classic reggae di Memoria Storica, "perché conoscere il nostro passato (il fascismo, i governi della DC, tangentopoli) e preservarne memoria, è fondamentale per comprendere il presente".
Sempre fortissimo il legame della Krikka con la propria terra, qui viene esplicitato in due dei brani più riusciti del disco: Lukania (con Roy Paci alla tromba), inno ragamuffin alla propria regione, un canto di orgoglio e appartenenza alla propria terra e alle sue bellezze, e Royalties, in cui attaccano chi quella terra vuole distruggere per il profitto di pochi, inquinando il territorio per il beneficio delle grandi multinazionali del petrolio. In questa battaglia, il reggae diventa arma per il risveglio delle coscienze in Na Cos Imbortand (con un bel featuring di Fido Guido), fuoco che accende e purifica, come cantano in S' Addum u Fuok, sostenuti dal riddim di Terron Fabio dei Sud Sound System, formazione con cui i punti di contatto sono evidenti.
Bravissimi nell'alternare il dialetto all'italiano, sorprendono nel ragga di Life Ova Money dove il dialetto lucano e il patois giamaicano di Perfect Giddimani si integrano alla perfezione, così come con l'inglese di Fyah George in Unite As One, un tema classico del reggae, l'invito all'unità dei popoli per combattere Babylon. Alle contaminazioni linguistiche fanno dal contraltare quelle musicali, unendo il reggae al rap di  Patto Mc in Quello che Mi Passa, e ad una base elettro con tanto di scratch in  La Mia Strada.

## Tracce
| 1  | Lukania (feat. Roy Paci)                 |
| 2  | Memoria storica                          |
| 3  | S'addumm u'fuok                          |
| 4  | Crisi (feat. 99 Posse)                   |
| 5  | Na cosa importante (feat. Fido Guido)    |
| 6  | Royalties                                |
| 7  | In viaggio                               |
| 8  | Quello che mi passa (feat. Patto Mc)     |
| 9  | Life ova money (feat. Perfect Giddimani) |
| 10 | La mia strada                            |
| 11 | Unite as one (feat. Fyah George)         |

|  |